# Polysarcus
Polysarcus ist eine Heuschrecken-Gattung aus der Unterfamilie der Sichelschrecken (Phaneropterinae).

## Merkmale
Die Arten der Gattung Polysarcus sind groß und wirken plump. Das Fastigium (der Spitzenteil der Stirn vor den Augen) ist breiter als das Schaftglied (Scapus) der Antennen. Die Antennen sind ungefähr so lang wie der Körper. Die Vorderschenkel sind kürzer als das Pronotum. An den Vorderhüften ist kein Dorn vorhanden. Sowohl das Meso- als auch das Metasternum des Thorax sind an ihrem Hinterrand eingeschnitten und weisen abgerundete und breite, jedoch kurze Lappen auf. Die Tiere sind kurzflügelig (micropter). Die Cerci der Weibchen sind kegelförmig, die der Männchen sind ungefähr von der Mitte an gleichmäßig nach innen gebogen. Die Subgenitalplatte der Männchen verengt sich zum Apex plötzlich und ist an ihrem Hinterrand geringfügig ausgeschnitten. Der Legebohrer (Ovipositor) ist ventral zum größten Teil gerade, sein letztes Drittel ist geringfügig nach oben gebogen.

## Vorkommen
Das Verbreitungsgebiet der Gattung Polysarcus reicht von Südwest- bis Südosteuropa und mit zwei Arten (P. denticauda und P. scutatus) nach Mitteleuropa. Darüber hinaus kommt sie im Süden der ehemaligen UdSSR, in Anatolien und im Elburs-Gebirge im Süden des Kaspischen Meeres vor.

## Systematik
Die Gattung umfasst folgende fünf Arten:
- Wanstschrecke (Polysarcus denticauda) (Charpentier, 1825)
- Polysarcus elbursianus (Uvarov, 1930)
- Polysarcus scutatus (Brunner von Wattenwyl, 1882)
- Polysarcus zacharovi (Stshelkanovtzev, 1910)
- Polysarcus zigana Ünal & Chobanov, 2013

## Belege